# TJ Sokol Dolná Ždaňa
TJ Sokol Dolná Ždaňa (celým názvem: Telovýchovná jednota Sokol Dolná Ždaňa) byl slovenský fotbalový klub, který sídlil v obci Dolná Ždaňa. V ročníku 2011/12 působil ve třetí slovenské fotbalové lize. V roce 2012 proběhla fúze klubů FK Žiar nad Hronom a TJ Sokol Dolná Ždaňa do nově vzniklého FK Pohronie.
Své domácí zápasy odehrával na stadionu Dolná Ždaňa s kapacitou 1 500 diváků.

## Historické názvy
Zdroj: 
- 1966 – založení
- TJ Sokol Dolná Ždaňa (Telovýchovná jednota Sokol Dolná Ždaňa)
- 2012 – fúze s FK Žiar nad Hronom ⇒ FK Pohronie
- 2012 – zánik

## Umístění v jednotlivých sezonách
Stručný přehled
Zdroj: 
- 2010–2012: 3. liga – sk. Východ

Jednotlivé ročníky
Zdroj: 
Legenda: Z - zápasy, V - výhry, R - remízy, P - porážky, VG - vstřelené góly, OG - obdržené góly, +/- - rozdíl skóre, B - body, červené podbarvení - sestup, zelené podbarvení - postup, fialové podbarvení - reorganizace, změna skupiny či soutěže
| Slovensko (2010 – 2012) |                      |        |    |    |   |    |    |    |     |    |        |
| Sezóny                  | Liga                 | Úroveň | Z  | V  | R | P  | VG | OG | +/- | B  | Pozice |
| 2010/11                 | 2. liga – sk. Východ | 3      | 30 | 13 | 4 | 13 | 46 | 39 | +7  | 43 | 7.     |
| 2011/12                 | 3. liga – sk. Východ | 3      | 32 | 16 | 4 | 12 | 50 | 40 | +10 | 52 | 5.     |